# Sven Thomsen
Svenn Bernth Thomsen (Copenhaguen, 7 de setembre de 1884 - Vittsjö, Hässleholm, Escània, Suècia, 14 de novembre de 1968) va ser un regatista danès que va competir a començaments del segle xx.
El 1912 va prendre part en els Jocs Olímpics d'Estocolm, on va guanyar la medalla de plata en la categoria de 6 metres del programa de vela. Thomsen navegà a bord del Nurdug II junt a Steen Herschend i Hans Meulengracht-Madsen.